# 佐々木将
佐々木 将（ささき まさる）は、日本のテレビプロデューサー。元フジテレビ編成局制作センター第2制作室部長（局次長職）→現吉本興業株式会社マネジメント&プロデュース本部本部長職兼株式会社よしもとブロードエンタテインメント代表取締役社長兼株式会社よしもとブロードテック取締役。
兵庫県西宮市出身。慶應義塾大学卒業。

## 経歴・人物
1993年 フジテレビ入社
制作局に転属されるまでは営業局に在籍していた。この時接待漬けになり、多くの飲食店を知った事が制作局転属後に芸人と付き合ううえで役に立ったという。
2009年4月25日に著書「人志松本のすべらない話のプロデューサー将佐々木のすべらない店」発刊。
2010年頃から編成制作局バラエティー制作センター副部長兼チーフプロデューサーに就任。
2012年6月28日付で小松純也から引き継ぐ形で、バラエティー制作センター企画担当部長に就任。
2012年8月からは一部の担当番組を、石川綾一、三浦淳、竹内誠にチーフプロデューサー業を引き継いだ。
2013年6月27日付で編成制作局バラエティー制作センター企画担当部長兼チーフプロデューサーに就任。
2016年6月28日付で制作局第2制作センター部長に改称。
2017年7月1日付で編成局制作センター第2制作室部長（局次長職）
2022年6月1日付で現職。
桑田佳祐の楽曲「MASARU」は、佐々木から名前を拝借した曲だが、歌詞そのものは佐々木との関連は無い。
フジテレビアナウンサーの佐々木恭子は妹である。

## フジテレビ時代の担当番組

### プロデューサー
レギュラー
- 働くおっさん人形
- 木梨サイクル
- 木梨ガイド・週末の達人
- 登龍門F
  - お笑い登龍門ガッハ
- 考えるヒト
- グラビアトークオーディション
- 本田んち

特番
- FNS歌謡祭 うたの夏まつり2011
- テレビを輝かせた100人
- 爆笑そっくりものまね紅白歌合戦スペシャル

### チーフプロデューサー
レギュラー
- 働くおっさん劇場
- ショーパン
- カトパン
- ヤマサキパン
- 人志松本の○○な話
- 桑田佳祐の音楽寅さん 〜MUSIC TIGER〜
- おもしろ言葉ゲーム OMOJAN
- 爆笑 大日本アカン警察
- ナダールの穴
- 魁!音楽番付
- アイドリング!!!（CS放送）

特番
- お笑い芸人王座決定戦スペシャル
- 人志松本のすべらない話
- IPPONグランプリ
- 東京マスメディア会議
- FNS27時間テレビ めちゃ²デジッてるッ! 笑顔になれなきゃテレビじゃないじゃ〜ん!!
- 内村・田中の知られざるハウツー世界正しい空の飛び方
- 御奉仕バラエティアゲ↑アゲ↑プレゼントTV
- 2012年!年明けは僕らが福嵐を巻き起こします!
- 福嵐特別企画!フジテレビの嵐全部見せます!こたつDE嵐
- 2013年!僕らが福嵐を巻き起こします!
- 福嵐特別企画!こたつDE嵐2013
- 2014年!僕らが福嵐を巻き起こします!
- 福嵐特別企画!こたつDE嵐2014

### 制作
レギュラー
- HEY!HEY!HEY! MUSIC CHAMP（以前はディレクター・演出→AP→プロデューサー→チーフプロデューサー）
- 水曜歌謡祭
- VS嵐（以前はチーフプロデューサー）

特番
- FNS27時間テレビ 女子力全開2013 乙女の笑顔が明日をつくる!!
- 武器はテレビ。SMAP×FNS 27時間テレビ
- FNS27時間テレビ めちゃ2ピンチってるッ! 1億2500万人の本気になれなきゃテレビじゃないじゃ～ん!!
- FNS27時間テレビフェスティバル
- FNS27時間テレビ にほんのれきし
- THE MANZAI
- FNS歌謡祭
- FNSうたの春まつり
- FNSうたの夏まつり
- 初詣!爆笑ヒットパレード

### 企画
特番
- FNSラフ&ミュージック〜歌と笑いの祭典〜

### THANKS
レギュラー
- ほこ×たて

## 著書
- 人志松本のすべらない話のプロデューサー将佐々木のすべらない店（扶桑社） 2009年4月25日発刊